# Рождественка (Актюбинская область)
Рождественка (каз. Рождественка) — упразднённое село в Каргалинском районе Актюбинской области Казахстана. Входило в состав Велиховского сельского округа. 

## История
В советское время в селе действовал колхоз имени Чапаева. 
Ликвидировано в 1990-е годы.

## Население
В 1989 году население села составляло 4 человека. Национальный состав: украинцы — 50 %, немцы — 50 %.

## Известные уроженцы
- Клименко, Лидия Дмитриевна (род. 1936) — Герой Социалистического Труда, депутат Верховного Совета Казахской ССР 7-го созыва[1].